# Димитър Сивов
Димитър Сивов-Сивака е бивш български футболист, дефанзивен полузащитник.
Играл е за Розова долина, Марица-Изток (Раднево), Берое, ЦСКА, Черно море, Аскент (Гурково), Берое 2000. Има 105 мача и 7 гола в А група (79 мача с 6 гола за Берое и 26 мача с 1 гола за ЦСКА). Вицешампион с ЦСКА през 1994 г. За ЦСКА има 1 мач в турнира за Купата на националните купи. Бивш треньор на Розова долина, а по-късно е старши треньор на Минерал (Овощник).